# شيبنيم سونميز
شيبنيم سونميز (بالتركية: Şebnem Sönmez)‏ هي ممثلة مسرحية وسينمائية وتلفزيونية تركية. ولدت في 5 يونيو 1968 في إسنطبول في تركيا.

## روابط خارجية
- شيبنيم سونميز على موقع IMDb (الإنجليزية)
- شيبنيم سونميز على موقع ألو سيني (الفرنسية)
- شيبنيم سونميز على موقع ميوزك برينز (الإنجليزية)
- شيبنيم سونميز على موقع أول موفي (الإنجليزية)
- شيبنيم سونميز على موقع قاعدة بيانات الفيلم (الإنجليزية)
- شيبنيم سونميز على موقع كينوبويسك (الروسية)

لم يتم العثور على روابط لمواقع التواصل الاجتماعي.